# Nieve
Nieve（ニーブ）は、日本の作曲家、編曲家、歌手。
1996年放送のテレビアニメ『勇者指令ダグオン』の主題歌を歌った歌手。
作曲家としては、「日置達」、「小林延規」の名義もある。

## 経歴
14歳頃よりギターを始め、高校卒業後はバンドを結成し活動。バンド解散後の1992年、KEY WEST CLUBのアルバムへの楽曲提供で作曲家としてデビュー。1993年には、Every Little Thing結成前の持田香織のソロデビュー曲をNieve名義で担当した。
1996年、テレビアニメ『勇者指令ダグオン』の主題歌のコンペに参加。曲は選外となるもボーカリストとして起用され、アニソン歌手としてデビュー。勇者シリーズとしては、初の男性歌手による主題歌の歌唱となった。
1999年、ATSUKOとのユニット・Love comedyを結成し、作曲を担当。日本クラウンよりシングル『勇敢なピエロ』でメジャー・デビューし、文化放送「Come on FUNKY Lips!」月曜パーソナリティーなども務める。その後、Love Comedyはシングル3枚、アルバム2枚をリリースして解散。
2000年、Tinaの楽曲『Tears rain』『Sad Song』の作曲を担当し、収録アルバムである『Orario』はオリコン初登場3位を記録。
2005年、テレビアニメ『ツバサクロニクル』の主題歌『BLAZE』の作曲を担当。また3ピースユニット『Wo』を結成し４年間活動する。
2014年、首の神経系の病気を患い治療に専念する。
2016年4月30日、中川翔子のラジオ番組『今日は一日アニソン三昧』(NHK-FM)に生出演。オープニングテーマソングの『輝け!!ダグオン』とエンディングテーマソングの『風の中のプリズム』の2曲を歌唱した。

## ディスコグラフィ
- Nieve（ビクター）
  - シングル
    - 「輝け!!ダグオン／風の中のプリズム」（テレビアニメ『勇者指令ダグオン』主題歌）

  - 「輝け!!ダグオン -WE ARE DAGWON- (English Version)」
  - 「の中のプリズム -PRISM IN THE WIND- (English Version)」
- Love Comedy（ATSUKOとのユニット） （日本クラウン）
  - シングル
    - 「勇敢なピエロ／東京行き」
    - 「愛のせいだよ／強い花になりたい」
    - 「ラヴ＆ピース／雨が降ってる」

  - アルバム
    - 「LIVE IN JAPAN」
    - 「元気の素２」
- Wo
  - Web配信シングル
    - 「カオノナイ花」
    - 「フトミアゲテ」
    - 「浜辺の歌～あの日の背中～」

## 楽曲提供

### 作詞・作曲
- 山本麻里安 -「泣いちゃいけない」、「Believe」 ※Love Comedy名義
- 桜木美里 - 「ゴメンの一番星」 ※Love Comedy名義
- 日浦孝則 - 「My Dear One」 ※Love Comedy名義・日浦孝則との共作曲

### 作曲
- KEY WEST CLUB - 「夏色のロマンス」、「Tropical Heart」 ※日置達名義
- Melody - 「世界中の微笑み集めてもかなわない」 ※日置達名義
- 吉永光里 - 「COCOROを追いかけて」 ※日置達名義
- かないみか - 「笑顔のすべて」 ※小林延規名義
- 笠原弘子 - 「ミリオンス・スター 〜1,000,000分の1のあなたへ〜」 ※小林延規名義
- 持田かおり - 「もう一度」（『スーパーマリオスタジアム』ED）、「泣いていいよ」
- Ah-Ya - 「裏返しのドリーム」
- 西田ひかる - 「恋のかたち」
- 高橋由美子 - 「クリスマスなんて!」
- 貴島サリオ - 「MY BLUE SKY」
- 三井ゆきこ - 「はたらきもので日が暮れて」（『はたらきもの』ED）
- 長沢美樹 - 「明日は晴れるね」（『勇者指令ダグオン』イメージソング）
- Tina - 「Tears rain」、「Sad Song」
- キンヤ - 「BLAZE」（『ツバサクロニクル』OP）
- 『テニスの王子様』キャラクターソング
  - 伊武深司（森山栄治） - 「CAN SEE THE LIGHT」
  - 壇太一（小林由美子） - 「真っ白な誓い」
  - 橘杏（木村亜希子） - 「大切なもの」
  - 竜崎桜乃（高橋美佳子） - 「春の青」
  - 柳蓮二（竹本英史） - 「Dream to Remember」
  - 菊丸英二（高橋広樹） - 「タカラモノ」
  - 真田弦一郎（楠大典） - 「KEEP GOING ON!」
- 本田美奈子 - 「優しい世界」、「FLOWER」
- 有川譲（中原茂） - 「指先に咲く契り」（『遙かなる時空の中で3 終わりなき運命』キャラクターソング）
- 石野真子 - 「Smile For Tears」
- M!LK - 「nuruku!」

### 編曲
- 嶋大輔 - 「男の勲章～Rapヴァージョン」 ※Wo名義